# Villa Eschebach

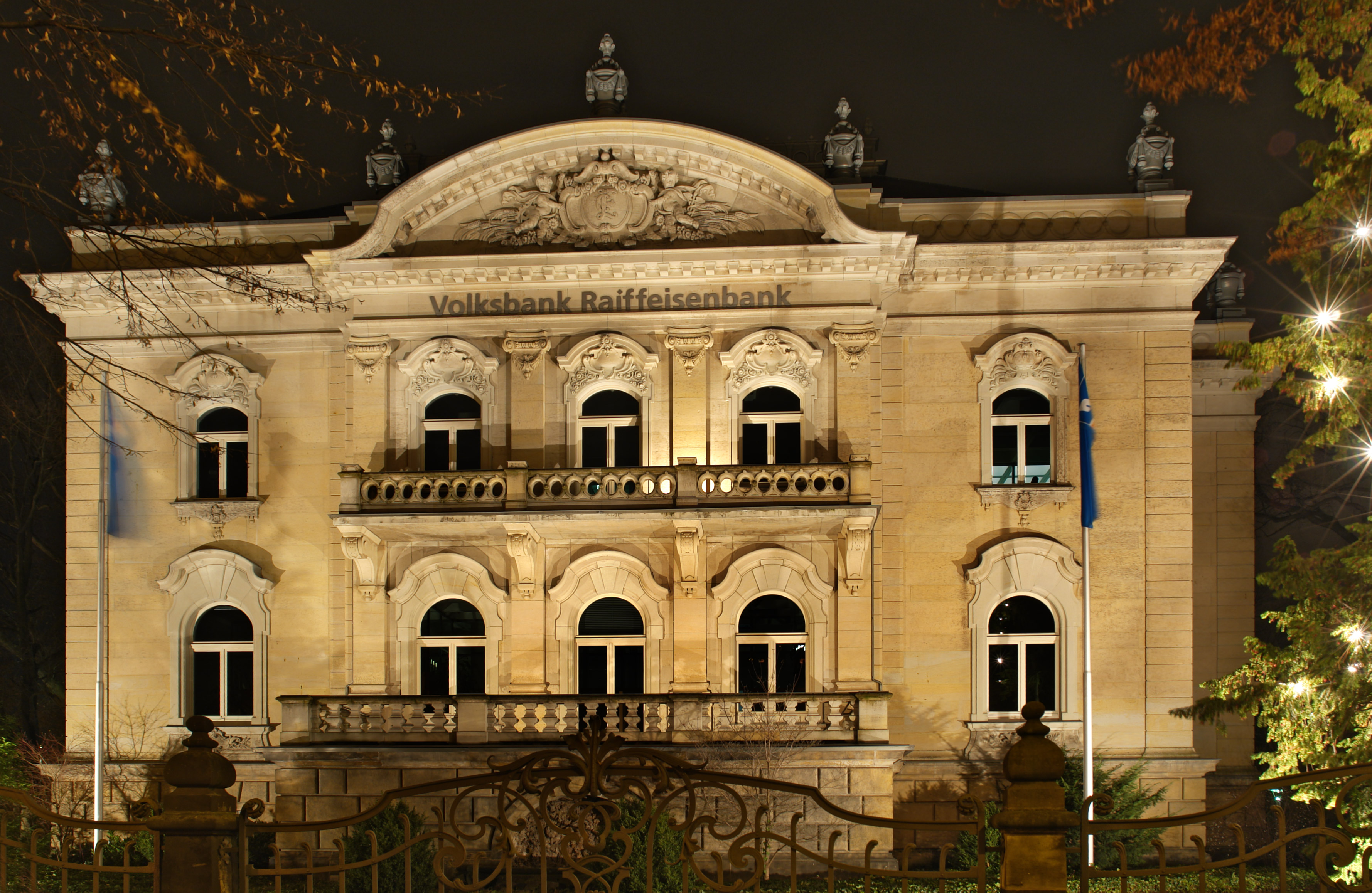
Die Villa Eschebach, genutzt durch die Volksbank

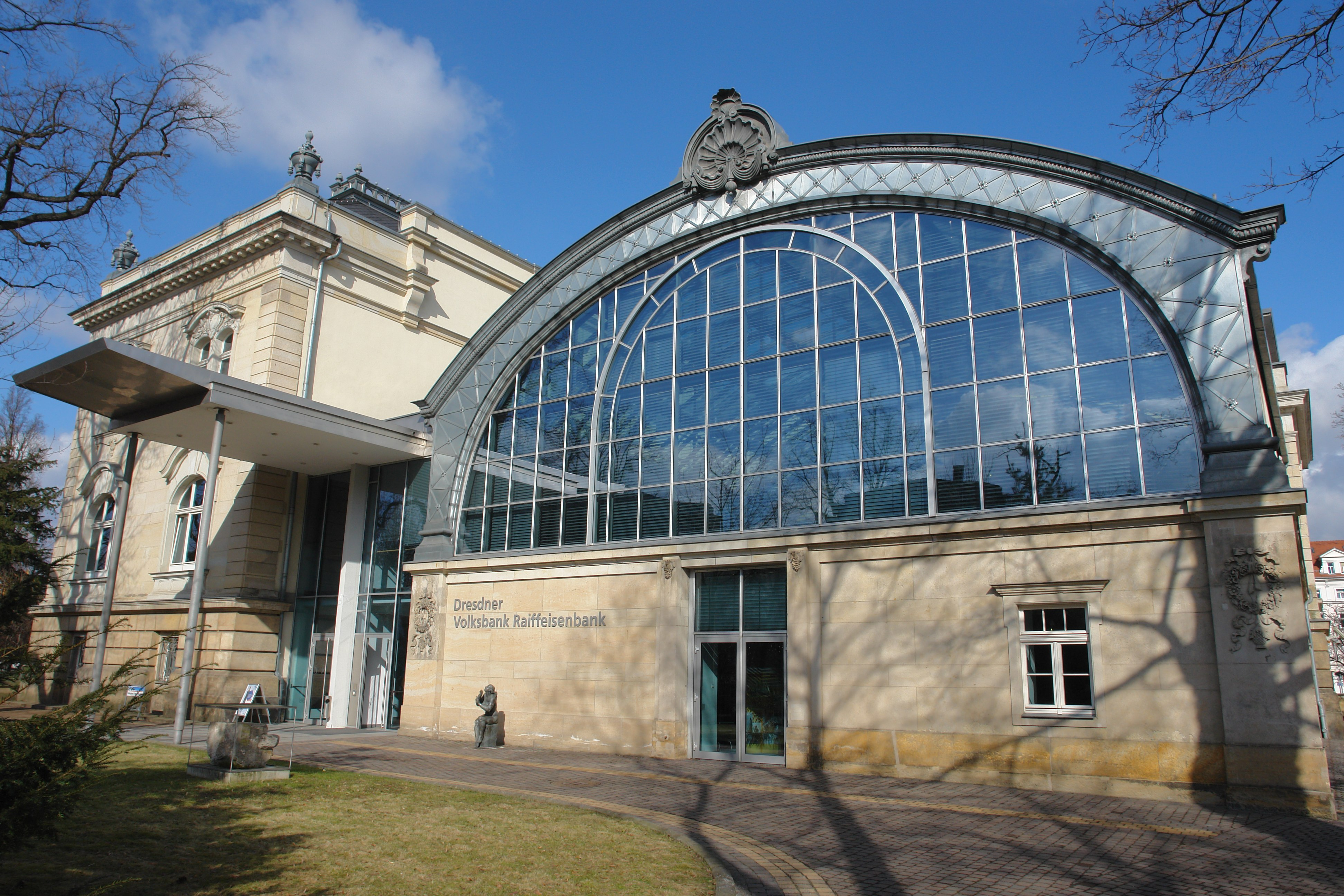
Seitlicher Wintergarten

Die Villa Eschebach ist ein zweigeschossiger Bau des Neobarock in Dresden. Sie befindet sich in der Inneren Neustadt und prägt die Ecke Albertplatz/Georgenstraße. 
Der Architekt Hermann Thüme erbaute sie von 1900 bis 1903 für Carl Eschebach, einen Dresdner Kunstmäzen und Besitzer der Eschebach-Werke. Der Maler Ermenegildo Antonio Donadini schuf die Wand- und Deckengemälde. 
Die Villa erhielt unter anderem Räume für Kunstausstellungen und an der Südseite einen Wintergarten über mehrere Terrassen mit exotischen Pflanzen. Die Premierenfeiern des benachbarten Albert-Theaters fanden in der Villa statt. Des Weiteren wurde sie aufgrund der exotischen Pflanzen für Dreharbeiten bei Stummfilmen genutzt.
Im Jahr 1924 erwarb die Sächsisch-Böhmische Dampfschiffahrtsgesellschaft die Villa. Bei den Luftangriffen auf Dresden im Februar 1945 brannte die Villa vollkommen aus, dabei wurden auch die Wandgemälde vernichtet. Das Gebäude und der Palmengarten wurden von der Dampfschiffahrtsgesellschaft notdürftig hergerichtet und weitergenutzt. Im Jahr 1993 erwarb die Volksbank das Gebäude und ließ es von 1995 bis 1997 sanieren. Neben der Nutzung als Hauptstellensitz der Volksbank Dresden-Bautzen eG finden hier auch Ausstellungen statt.
Die Stadt Dresden zeichnete 1999 die Architektengruppe Kaplan, Matzke, Schöler und Schrader aus Dresden für die gelungene Sanierung mit dem Erlweinpreis aus.